# Geodia inconspicua
Geodia inconspicua är en svampdjursart som först beskrevs av James Scott Bowerbank 1873.  Geodia inconspicua ingår i släktet Geodia och familjen Geodiidae.
Artens utbredningsområde är Fiji. Inga underarter finns listade i Catalogue of Life.